# Parutaetus
Parutaetus — це вимерлий рід броненосців, який існував у Аргентині, Чилі та Бразилії в еоцені, олігоцені, міоцені. Відомо 12 колекцій скам'янілостей. 